# Erik Bengtsson Holm
Erik Bengtsson Holm, född troligen 1639 eller 1640 död 1685 i Östra Tollstad, Östergötlands län, var en svensk bildsnidare.
Han var gift med konterfejaren Johan Johansson Werners dotter Maria Werner och bror till bildsnidaren Petter Holm. Om Holms arbete finns inte många bevarade noteringar, det är känt att han omtalades som en konstrijk man och att han samarbetade med sin bror vid tillverkning av predikstolar för några kyrkor i Östergötland. 